# Temporada 1964-65 de los Detroit Pistons
La temporada 1964-65 fue la 17.ª de los Pistons en la NBA, y la 8.ª en su localización de Detroit, Míchigan. La temporada regular acabaron con 31 victorias y 49 derrotas, ocupando la cuarta posición de la División Oeste y no logrando clasificarse para los playoffs.

## Elecciones en elDraft
| Ronda | Puesto | Jugador        | Posición  | Nacionalidad   | Universidad   |
| ----- | ------ | -------------- | --------- | -------------- | ------------- |
| 1     | 2      | Joe Caldwell   | Alero     | Estados Unidos | Arizona State |
| 2     | 9      | Les Hunter     | Ala-Pívot | Estados Unidos | Loyola (IL)   |
| 3     | 18     | Wali Jones     | Base      | Estados Unidos | Villanova     |
| 4     | 27     | Jim Davis      | Pívot     | Estados Unidos | Colorado      |
| 5     | 36     | Ray Wolford    |           | Estados Unidos | Toledo        |
| 6     | 45     | Larry Phillips |           | Estados Unidos | Rice          |

## Temporada regular
| División Oeste         | División Oeste | División Oeste | División Oeste | División Oeste | División Oeste | División Oeste | División Oeste | División Oeste |
| Equipo                 | G              | P              | %              | PD             | Casa           | Fuera          | Neutral        | Div            |
| ---------------------- | -------------- | -------------- | -------------- | -------------- | -------------- | -------------- | -------------- | -------------- |
| x-Los Angeles Lakers   | 49             | 31             | .613           | –              | 25–13          | 21–16          | 3–2            | 25–15          |
| x-St. Louis Hawks      | 45             | 35             | .563           | 4              | 26–4           | 15–17          | 4–4            | 28–12          |
| x-Baltimore Bullets    | 37             | 43             | .463           | 12             | 23–14          | 12–19          | 2–10           | 22–18          |
| Detroit Pistons        | 31             | 49             | .388           | 18             | 13–17          | 11–20          | 7–12           | 18–22          |
| San Francisco Warriors | 17             | 63             | .213           | 32             | 10–26          | 5–31           | 2–6            | 7–33           |

## Estadísticas
| Rk | Jugador          | Edad | P  | PT | MP   | TC  | TCI  | %TC  | TL  | TLI | %TL  | RB   | AS  | FP  | PTS  |
| 1  | Dave DeBusschere | 24   | 79 |    | 35.1 | 6.4 | 15.1 | .425 | 3.9 | 5.5 | .700 | 11.1 | 3.2 | 3.1 | 16.7 |
| 2  | Reggie Harding   | 22   | 78 |    | 34.6 | 5.2 | 12.7 | .410 | 1.6 | 2.7 | .612 | 11.6 | 2.3 | 3.3 | 12.0 |
| 3  | Terry Dischinger | 24   | 80 |    | 33.7 | 7.1 | 14.4 | .493 | 4.0 | 5.3 | .755 | 6.0  | 2.5 | 3.2 | 18.2 |
| 4  | Ray Scott        | 26   | 66 |    | 32.8 | 6.1 | 16.5 | .368 | 3.3 | 4.8 | .701 | 9.6  | 3.6 | 3.2 | 15.5 |
| 5  | Eddie Miles      | 24   | 76 |    | 27.3 | 5.8 | 13.1 | .442 | 2.2 | 2.9 | .744 | 3.4  | 2.1 | 2.6 | 13.7 |
| 6  | Rod Thorn        | 23   | 74 |    | 23.9 | 4.3 | 10.1 | .427 | 2.4 | 3.3 | .724 | 3.6  | 2.2 | 1.6 | 11.0 |
| 7  | Joe Caldwell     | 23   | 66 |    | 23.4 | 4.4 | 11.8 | .374 | 2.0 | 3.2 | .614 | 6.7  | 1.8 | 2.6 | 10.7 |
| 8  | Donnie Butcher   | 28   | 71 |    | 16.3 | 2.0 | 5.0  | .405 | 1.8 | 2.9 | .618 | 2.8  | 1.7 | 2.6 | 5.8  |
| 9  | Jackie Moreland  | 26   | 54 |    | 13.6 | 1.9 | 5.5  | .348 | 1.2 | 1.9 | .635 | 3.4  | 1.3 | 2.8 | 5.0  |
| 10 | Don Kojis        | 26   | 65 |    | 12.9 | 2.8 | 6.4  | .433 | 1.0 | 1.5 | .633 | 3.7  | 1.0 | 1.8 | 6.5  |
| 11 | Hub Reed         | 28   | 62 |    | 12.1 | 1.4 | 3.6  | .380 | 0.6 | 0.9 | .690 | 3.3  | 0.6 | 2.2 | 3.4  |
| 12 | Willie Jones     | 28   | 12 |    | 8.4  | 1.8 | 4.3  | .404 | 0.2 | 0.5 | .333 | 0.8  | 0.6 | 1.1 | 3.7  |
| 13 | Bob Duffy        | 24   | 4  |    | 6.5  | 1.0 | 2.8  | .364 | 1.5 | 1.8 | .857 | 1.0  | 1.3 | 1.0 | 3.5  |

## Galardones y récords
| Jugador      | Galardón                            |
| Joe Caldwell | Mejor quinteto de rookies de la NBA |